# کائوری کوسودا
کائوری کوسودا (انگلیسی: Kaori Kusuda؛ زادهٔ ۲۹ مهٔ ۱۹۷۴) بازیکن بسکتبال اهل ژاپن بود.